# Kialla West
Kialla West – miasto w Australii, w stanie Wiktoria.